# Kore kaite shine
Kore kaite shine (これ描いて死ね, litt. « Dessine ça et meurt ») est un shōnen manga de Minoru Toyoda, prépublié dans le magazine Monthly Shōnen Sunday depuis novembre 2021 et publié par l'éditeur Shōgakukan en volumes reliés.
La série remporte le Grand prix du manga en 2022.

## Synopsis
Yasumi Ai est une lycéenne de première année vivant à Izu ō-shima, une île qui fait partie de la préfecture de Tokyo. En découvrant que son professeur, Rei Teshima, est une mangaka qu'elle admire, elle la supplie de lui apprendre à créer un manga.

## Manga
Avant Kore kaite shine, Minoru Toyoda publie le one shot Lost World (ロストワールド, Rosutowārudo) sous le titre Debut (デビュー, Debyū)  le 9 novembre 2020 dans le Big Comic Spirits à l'occasion des 40 ans du magazine. Cette préquelle retraçant le passé de l'enseignant qui conseille Manken est ensuite incluse dans le premier volume de Kore kaite shine en tant qu'« épisode 0 ». Par la suite, le 9e chapitre prépublié dans le Monthly Shōnen Sunday porte le titre de Lost World 2, le 14e Lost World 3... le dernier chapitre des cinq contenus dans chaque tome de Kore kaite shine étant un chapitre de Lost World. 
Kore kaite shine commence sa prépublication dans le magazine Monthly Shōnen Sunday le 12 novembre 2021,. La série est publiée par l'éditeur Shōgakukan au format tankōbon avec un premier volume sorti le 12 mai 2022.

Le titre, qui peut être traduit par « Dessine ça et meurt », est l'un des mots d'encouragement et d'inspiration de Minoru Toyoda avant la publication en série d'un manga : 
« いつも連載前には、自分を鼓舞したり、叱咤激励するつもりで『頑張れよ』などいろいろな言葉を紙に書くんです。それでだんだん調子に乗ってきて、『これ描いて死ね』と書いたりする。この言葉は、いつも自分自身に言っている言葉です。これを思って描いていますし、一番大切にしている言葉だからタイトルにしようと思いました。 »
— Minoru Toyoda, Mantan 2023.

« J'écris toujours quelques mots sur un bout de papier avant la publication, comme « bonne chance », pour m'inspirer et me donner un coup de pouce. Ensuite, je me mets progressivement dans le bain et j'écris des choses comme « dessine ça et meurs ». Ce sont les mots que je me dis toujours. Je dessine en pensant à cela, et comme c'est le mot que j'apprécie le plus, j'ai décidé de l'utiliser comme titre »
— Mantan 2023.
 Cependant, Toyoda déclare regretter en partie ce choix de titre et souhaiterait en cas d'adaptation animée qu'il soit remplacé par Kore kaite shain (これ描いてSHINE, litt. « dessinez ceci et brillez »), jouant sur le double sens entre l'anglais « shine » (litt. « briller ») et le japonais « shine » (死ね, litt. « mourir »), proposition d'un lecteur parmi ceux déplorant également que le mot « mort » soit utilisé.

### Liste des volumes
| no | Japonais          | Japonais          |
| no | Date de sortie    | ISBN              |
| -- | ----------------- | ----------------- |
| 1  | 12 mai 2022       | 978-4-09-851143-3 |
| 2  | 12 octobre 2022   | 978-4-09-851326-0 |
| 3  | 12 avril 2023     | 978-4-09-852021-3 |
| 4  | 12 septembre 2023 | 978-4-09-852816-5 |

## Accueil
En 2022, Kore kaite shine est nommé pour le 8e Next Manga Awards dans la catégorie imprimés, où il finit à la 16e position sur 50. Il se place 6e du classement  Kono Manga ga sugoi! de Takarajimasha des meilleurs manga pour un lectorat masculin. La série remporte le 16e Grand prix du manga en 2023,.